# ローマ条約
ローマ条約（ローマじょうやく）は、1957年3月25日に調印された欧州連合の2つの基本条約。ベルギー、フランス、イタリア、ルクセンブルク、オランダ、西ドイツによって調印された。この2条約とは欧州経済共同体設立条約と欧州原子力共同体設立条約である。両共同体はこの数年前に設立された欧州石炭鉄鋼共同体に続く、超国家主義的な性格をもつ国際機関である。
両条約は1958年1月1日に発効したが、そのうち欧州経済共同体設立条約はその後の条約で大幅に修正されており、1993年11月発効のマーストリヒト条約で「欧州共同体設立条約」への改称を経たのち、2009年12月に発効したリスボン条約では「欧州連合の機能に関する条約」(通称: EU機能条約) に改称されている。その一方で欧州原子力共同体設立条約は原子力に対する市民感情からあまり修正されていない。

## 歴史
1951年にパリ条約が調印され、これにより欧州石炭鉄鋼共同体が設立された。欧州石炭鉄鋼共同体は超国家主義と国際法の原理に基づいて設立されたものであり、ヨーロッパの経済に寄与し、加盟国間での統合によって将来における戦争の可能性を回避することが狙いとされた。その後ヨーロッパ合衆国の樹立のために、欧州防衛共同体と欧州政治共同体という2つの新たな共同体の設立が提唱された。ところが欧州政治共同体設立条約が欧州石炭鉄鋼共同体の議会組織である共同総会によって起草されたものの、欧州防衛共同体の設立がフランス国民議会によって反対された。欧州石炭鉄鋼共同体最高機関の委員長で両共同体構想を牽引していたジャン・モネはフランス議会の対応に抗議の意を示して委員長職を辞し、政治分野ではなく経済分野での統合を基礎とした別の共同体の設立に向けて作業に着手した。

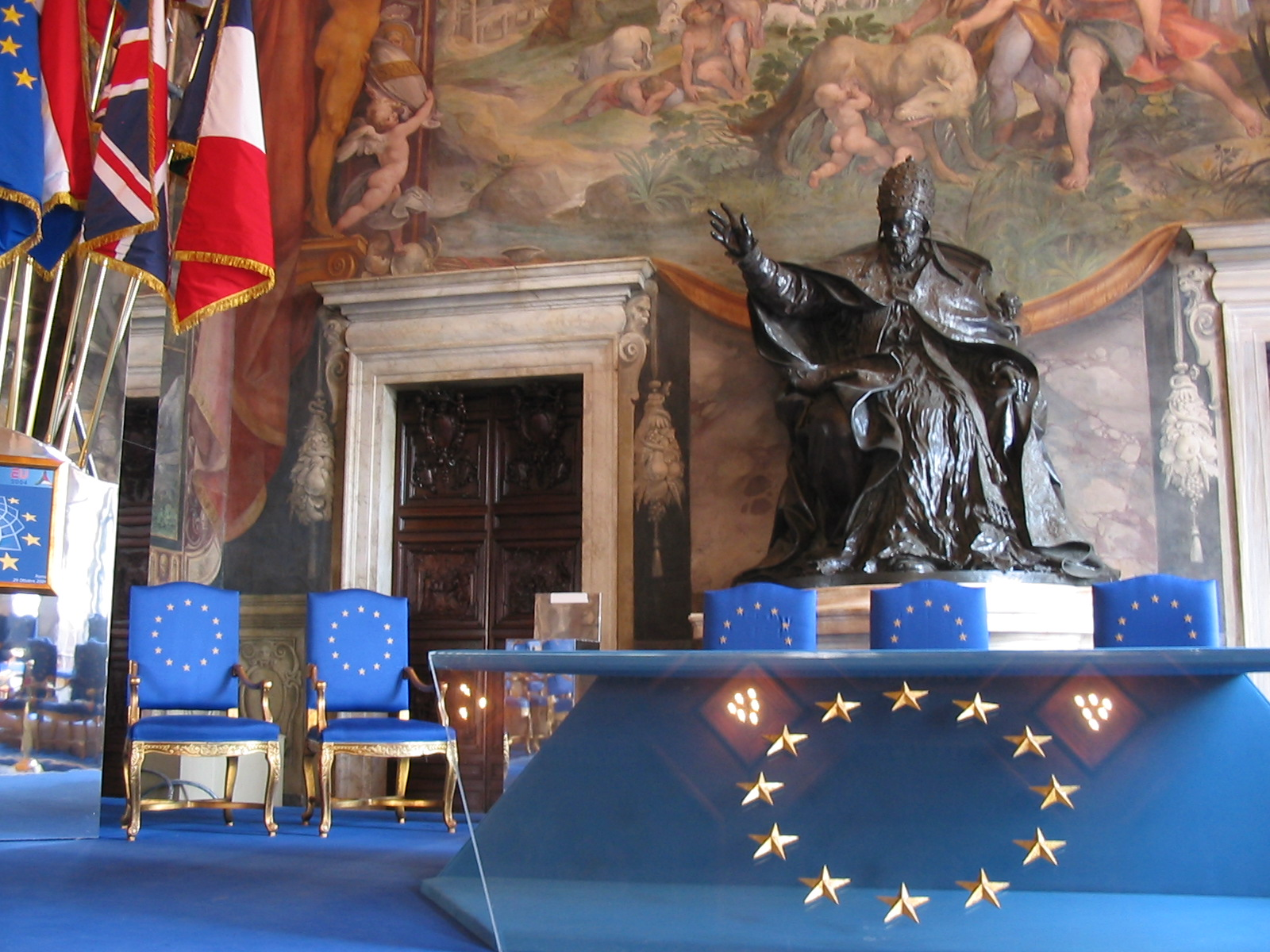
ローマ条約調印式が行われたカピトリーノ美術館のホール

ヨーロッパにエネルギー危機が起こったのち、共同総会は欧州石炭鉄鋼共同体について、ほかのエネルギー源についてもその対象とすることができるように権限の拡張を提案した。ところがジャン・モネは原子力を管理する単独の共同体設立を望み、ルイ・アルマンはヨーロッパにおける原子力エネルギー利用の見通しについて研究にあたっていた。アルマンの報告では、石炭埋蔵量の枯渇によるエネルギー不足の解消や産油国への依存を低下させるために原子力開発は必要とされるという結論が出された。ところがフランスは保護主義により反対し、またモネも壮大すぎで困難な目標であると考えていたにもかかわらず、ベネルクス諸国やドイツは全般的な共同市場の創設に関心を寄せていた。結局のところ、モネはすべての利害を満たそうとし、原子力エネルギーの管理と共同市場の創設について、それぞれ個別の共同体の設置を提案した。1955年のメッシーナ会議の結果、ポール＝アンリ・スパークがヨーロッパの競争市場創設についての報告をまとめる準備委員会（スパーク委員会）の委員長に指名された。
委員会によって作成されたスパーク報告書では、統合のさらなる発展のための基礎がまとめられ、1956年5月29,30日に開かれたヴェネツィア会議は報告書を受諾し、政府間協議を組織する決定がなされた。報告書は1956年のヴァル・ドゥシェス城における「共同市場と原子力共同体についての政府間協議」の土台となった。
| 署名者                                                             | 加盟国         |
| ------------------------------------------------------------------ | -------------- |
| ポール＝アンリ・スパーク、ジャン・シャルル・スノワ・エ・ドピュール | ベルギー       |
| コンラート・アデナウアー、ヴァルター・ハルシュタイン               | 西ドイツ       |
| クリスチャン・ピノー、モーリス・フォーレ                           | フランス       |
| アントニオ・セーニ、ガエタノ・マルティーノ                         | イタリア       |
| ジョセフ・ベック、ランベール・シャウズ                             | ルクセンブルク |
| ヨゼフ・ルンス、ヨハネス・リントホルスト・ホーマン                 | オランダ       |

会議の結果、新しい共同体は欧州石炭鉄鋼共同体と共同総会（その後の議会総会）と司法裁判所を共有することになった。その一方で、最高機関は共有しないことが決められた。2つの新しい共同体において最高機関に相当する機関は委員会とし、最高機関に比べて権限が縮小されることとなった。フランスがこれらの機関に超国家的な権限を与えることに難色を示し、そのため委員会は最低限の権限しか与えられず、重要な決定事項には理事会の多数決による承認を要することになった。欧州原子力共同体は原子力分野での協力を促進し、欧州経済共同体は加盟国間での完全な関税同盟を創設するという目的で設立された。
この会議での合意により1957年3月25日、ローマのカンピドリオにあるコンセルヴァトーリ宮殿（カピトリーノ美術館）において2つのローマ条約が調印された。2007年3月に英国放送協会のラジオ番組 Today は、条約の印刷が遅れたため、出席した各国の代表者が調印式で署名した文書には口絵と署名の間にある空白のページだけしかなかったということを放送した。

## 欧州原子力共同体設立条約
欧州原子力共同体設立条約は共同体自体があまり高い扱いを受けていないこともあって知名度が低い。欧州経済共同体がのちに欧州連合へと発展していったのに対して、欧州原子力共同体は設立当時とほとんど変わっておらず、また欧州経済共同体と同一の機関が運営に当たっている。欧州原子力共同体は独自の機関を持って設立されたが、1967年のブリュッセル条約により欧州原子力共同体、欧州石炭鉄鋼共同体の諸機関が欧州経済共同体のそれらに統合された。欧州原子力共同体設立条約は原子力エネルギーに対するヨーロッパの市民感情もあって、あまり修正がなされていない。

## 欧州経済共同体の改称
1957年に署名された当初は「欧州経済共同体設立条約」という名称だった条約は、1993年発効のマーストリヒト条約によって欧州経済共同体が欧州共同体に変更されたことをうけて、条約の名称も「欧州共同体設立条約」に改称された。その後2009年に発効したリスボン条約によって欧州共同体が消滅し、条約も「欧州連合の機能に関する条約」に改称、内容も修正された。

## 調印50周年
2007年に欧州連合のすべての加盟国はローマ条約調印50周年を祝い、ユーロ圏諸国では記念のユーロ硬貨を、ユーロ未導入の加盟国でも現行通貨の記念硬貨を発行した。ユーロ圏の当時の13か国ではそれぞれ通常の年間発行分に加えて、共通デザインの2ユーロ記念硬貨を鋳造した。またベルギーではローマ条約調印50周年記念10ユーロ硬貨を発行するなど、一部の国ではほかの額面のユーロ記念硬貨を鋳造した。